# Anyanya

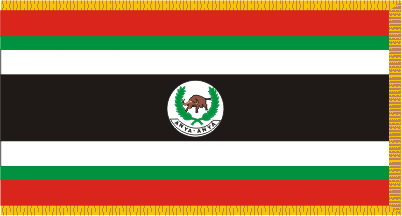
Le drapeau des Anyanya.

Les Anyanya (également Anya-Nya) sont une armée rebelle séparatiste du Soudan du Sud formée pendant la Première guerre civile soudanaise (1955-1972).
Un mouvement distinct pendant la Seconde guerre civile soudanaise (1983-2005) s'appelle à son tour Anyanya II (en).
Anyanya signifie « venin de serpent » en ma'di.